# Vladimír Petříček
Vladimír Petříček (17 de junio de 1948) es un deportista checoslovaco que compitió en remo como timonel.
Participó en dos Juegos Olímpicos de Verano en años 1972 y 1976, obteniendo dos medallas en Múnich 1972, plata en dos con timonel y bronce en cuatro con timonel. Ganó una medalla de bronce en el Campeonato Mundial de Remo de 1974 y dos medallas en el Campeonato Europeo de Remo, oro en 1969 y bronce en 1973.

## Palmarés internacional
| Juegos Olímpicos   | Juegos Olímpicos     | Juegos Olímpicos  | Juegos Olímpicos   |
| Año                | Lugar                | Medalla           | Prueba             |
| ------------------ | -------------------- | ----------------- | ------------------ |
| 1972               | Múnich (RFA)         | Medalla de plata  | Dos con timonel    |
| 1972               | Múnich (RFA)         | Medalla de bronce | Cuatro con timonel |
| Campeonato Mundial |                      |                   |                    |
| Año                | Lugar                | Medalla           | Prueba             |
| 1974               | Lucerna (Suiza)      | Medalla de bronce | Dos con timonel    |
| Campeonato Europeo |                      |                   |                    |
| Año                | Lugar                | Medalla           | Prueba             |
| 1969               | Klagenfurt (Austria) | Medalla de oro    | Dos con timonel    |
| 1973               | Moscú (URSS)         | Medalla de bronce | Cuatro con timonel |